# Bosmont-sur-Serre
Bosmont-sur-Serre é uma comuna francesa na região administrativa de Altos da França, no departamento de Aisne. Estende-se por uma área de 9,68 km². Em 2010 a comuna tinha 197 habitantes (densidade: 20,4 hab./km²).